# Urraca Díaz de Haro
Urraca Díaz de Haro también llamada Urraca de Cañas (c. 1192-1262) fue hija de Diego López II de Haro el Bueno y de su segunda esposa Toda Pérez de Azagra. Después de enviudar, fue abadesa en el monasterio de Cañas desde 1222 hasta su muerte y es venerada como beata en la Iglesia católica.

## Vida
Miembro del noble linaje de la Casa de Haro, Urraca contrajo matrimonio antes del año 1217 con el conde Álvaro Núñez de Lara, hijo del conde Nuño Pérez de Lara y de la condesa Teresa Fernández de Traba y fue por este enlace que ostentaba el título de condesa aún después de haber fallecido su marido en 1218 en Uclés sin haber dejado descendencia de este matrimonio. Juntos aparecen en la documentación del monasterio de Uclés en mayo de 1217 cuando el maestre de la Orden de Santiago García González de Arauzo y el monasterio dan en prestimonio vitalicio al conde Álvaro, procurador del rey Enrique I de Castilla, y a su mujer Urraca, las villas de Paracuellos y Moratilla. En agradecimiento, los condes donaron a la orden la villa de Castroverde de Esgueva. Una hermana suya, María Díaz de Haro, se casó con un hermano de Álvaro Núñez de Lara, el conde Gonzalo Núñez de Lara, y después de enviudar en 1225, también tomó los hábitos y fue abadesa en el monasterio de san Andrés de Arroyo.
Una vez viuda, entró en el Monasterio de Cañas, fundado por sus abuelos, el conde Lope Díaz I de Haro, señor de Vizcaya y Aldonza donde fue abadesa hasta que falleció en 1262 y donde recibió sepultura en la sala capitular.

## Algunas apariciones documentadas
En marzo de 1207 el conde Diego López de Haro y su mujer Toda Pérez de Azagra hicieron una donación al monasterio de Santo Domingo de la Calzada de una serna en Santa María de Leyva junto con sus hijos Pedro, Urraca, María, y Aldonza Díaz de Haro.
El 2 de abril de 1231 la condesa Urraca ya figura como abadesa en el Monasterio de Cañas.
Entre 1236 y 1239, su hermano Pedro Díaz junto con su esposa Elvira Gómez, con el consentimiento y voluntad de Urraca cometisse et abbatisse de Cannas, sororis mee, donó dos solares poblados en Pino de Yuso, lo cual, demuestra que la Urraca, abadesa en el monasterio de Cañas en esas fechas, era hermana entera de Pedro Díaz de Haro, hijo legítimo de Diego López II de Haro y Toda Pérez de Azagra y no la reina Urraca López de Haro su tía, hermana de su padre.
En 1242, la condesa donó al monasterio de San Millán de la Cogolla las heredades que le había dado su hermano Lope Ruíz de Haro el menor sitas en Santa María de Cañas y Villar de Torres que habían sido de su madre, Toda Pérez de Azagra.
En 1252, la condesa Urraca y el monasterio de Cañas recibieron de Sancha López (probablemente su tía) todas las heredades que tenía en Tirgo.
El 18 de febrero de 1257 Mencía López de Haro —sobrina de la condesa Urraca, hija de su hermano Lope Díaz II de Haro, señor de Vizcaya y reina por su matrimonio con Sancho II de Portugal—, vendió a la condesa Urraca y al convento su villa de Ferrín que le venía de sus arras de Portugal, declarando:Connosçuda cosa sea (...) como yo Reina Domna Mencía, vendo a vos, condessa e abbadessa de Cannas e al convento....
El 29 de septiembre de 1262, la condesa Urraca donó al monasterio de Cañas cuanto poseía en Valluércano, heredades y vasallos. Esta fue su última aparición documentada y debió fallecer poco después. Constanza de Bearne, viuda de su sobrino Diego López III de Haro, estuvo al frente del monasterio después de la muerte de Urraca, aunque fue señora del cenobio, no su abadesa.

## Santidad
Su fama de santidad fue atestiguada por primera vez dentro de la comunidad a principios del siglo XVII. Fue difundida después por hagiógrafos de la orden cisterciense. Es probable que empezara a constituirse hacia mediados del siglo XV.